# José Verón Gormaz
José Verón Gormaz (Calatayud, Zaragoza, 1946-Calatayud, 10 de septiembre de 2021) fue un poeta, narrador, periodista y fotógrafo español. Académico de la Real Academia de Nobles y Bellas Artes de San Luis.

## Biografía
Nació el 6 de septiembre de 1946 en Calatayud. Estudió Ingeniería Agrícola (1970) y Administración y Planificación de Empresas (1976) en la Universidad Politécnica de Madrid. Ha sido Consejero del Centro de Estudios Bilbilitanos y Académico Correspondiente de la Real Academia de San Luis.

## Exposiciones y colaboraciones
Es autor de más de cien exposiciones individuales, Su obra está muy repartida por diferentes museos, fototecas y colecciones institucionales y privadas. En la Exposición Internacional de Zaragoza 2008 expusieron 275 fotografías suyas en el Pabellón de Aragón, que fueron la base para el libro "Aragón imágenes" editado por el Gobierno de Aragón (2009). 
Ha colaborado en diversos medios de comunicación, durante muchos años en el Heraldo de Aragón, en la Cadena SER Calatayud y en otros. Ha publicado más de 26 libros y ha ganado muchos premios.

## Obra

### Escritura
- San Roque Bilbilitano 1982
- La muerte sobre Armantes 1981
- Camino de sombra 1994
- Legajo incorde 1980
- Instrucciones para cruzar un puente 1983
- Tríptico de silencio 1984
- Baladas para el tercer milenio 1987
- Auras de adviento 1988
- Ceremonias dispersas 1990
- Pequeña lírica nocturna 1992
- A orillas de un silencio 1995
- Antología poética 1997
- Epigramas del último naufragio 1998
- El naufragio perpetuo 2000
- Rayuela blues 2000
- Las puertas de Roma. Crónicas de Marco Valerio Marcial 2012
- Ritual del visitante 2012
- Cuentos para sentir las horas 2014
- Sala de los espejos (Epigramas, enigmas y otras contemplaciones) 2014
- El espíritu del frío 2017
- Satirologio. Epigramas del siglo XXI 2018
- Cantares y presagios 2020

### Fotografía
Como fotógrafo ha publicado tres libros:
- Calatayud, Imágenes y Sueños
- Ciudad en el tiempo
- José Verón Gormaz

## Premios y distinciones
Como fotógrafo y escritor tiene más de trescientos premios nacionales e internacionales, entre los que destacan:
- Premio de narrativa San Jorge (1981)[2]
- Premio Ciudad de Santo Domingo (1982)[2]
- Premio Husa de periodismo, Barcelona (1984)[2]
- Título de Excelencia de la Federacíon Internacional del Arte Fotográfico (1987)
- Premio Isabel de Portugal de Poesía (1988)[2]
- Premio Internacional de Poesía Juan Alcaide (1989)[2]
- Premio Isabel de Portugal de Poesía (1994)[2]
- Premio Hermanos Argensola de Poesía (1999)[2]
- Premio Nacional de Fotografía de la CEF (2000)[2]
- Medalla Aragonesa de Mérito en Arte (2002)[2]
- Medalla de Oro de las Cortes de Aragón (2006)[3]
- Cronista oficial e Hijo Predilecto de la ciudad de Calatayud (2006)[2]
- Creación de la Asociación Fotográfica Bilbilitana José Verón, en su honor (2007)
- Creación del Premio Internacional de Poesía "José Verón Gormaz", otorgado por el Ayuntamiento de Calatayud (2008). Es un premio anual, en 2014 se celebró la V edición.
- Premio Honorífico de la Asociación Aragonesa de Escritores "I Premio Imán" concedido por votación entre los asociados (2009).[2]
- Premio de las Letras Aragonesas (2013)[3]
- Socio de honor de la Real Sociedad Fotográfica de Zaragoza.
- Medalla de Plata de la UNED de Calatayud (2017).